# يانا نوسكوفا
يانا سيرغييفنا نوسكوفا (بالروسية: Яна Сергеевна Носкова)‏؛ مواليد 2 شباط\فبراير 1994) هي لاعبة كرة طاولة روسيّة. نافست في مسابقات كرة الطاولة في الألعاب الأولمبية الصيفية 2012.

## روابط خارجية
- يانا نوسكوفا على موقع منظمة تنس الطاولة العالمي (الإنجليزية)
- يانا نوسكوفا على موقع أوليمبيديا (الإنجليزية)